# فادي وفائي
فادي وفائي ممثل، مدبلج ومخرج سوري.

## عن حياته
شارك في العديد من الأعمال التلفزيونيه من حيث التمثيل والإخراج والدوبلاج. وهو يعمل في مركز الزهرة للدوبلاج.

## أعماله

### في التلفزيون
- المليونير الصغير

- رايات الحق
- باب الحارة ج3
- الاجتياح
- ممرات ضيقة
- الجمر والجمار
- المغامر
- عمر الخيام
- مرايا 99
- مرايا 97
- حمام القشياني ج3 ج4 ج5

### الأفلام
- حكاية أم

### الإخراج
- كريمو
- صبايا 5
- شهر زمان

### في الدوبلاج
- سونيك إكس (دبلجة استديوهات تنوير)
- ون بيس ج2 - لوفي (الحلقات 79–104)
- المحقق كونان ج6 - سينشي كودو * هيجي هاتوري
- أبطال الكرة ج1 وج4 - شاكر، رامي، المحقق جواد، تيمور، ياسين
- بوب المعمار ج20

## روابط خارجية
- فادي وفائي على موقع قاعدة بيانات الأفلام العربية